# Jurij Amastridski
Jurij Amastridski (starogrško Γεώργιος ὁ Ἀμάστριδος) je bil bizantinski menih in proti svoji volji škof Amastride, * 750-760, Kromna, Paflagonija, Bizantinsko cesarstvo, † 802/807, Amastrida, Paflagonija, Bizantinsko cesarstvo.  

## Življenje
Rojen je bil sredi 8. stoletja v Kromni pri Amastridi v družini lokalnega plemiča.
Kot mladenič je začel kariero v cerkveni upravi, a jo je zapustil in postal puščavnik na gori Agrioserike. Kasneje se je pridružil cenobitski samostanski skupnosti v Bonisi. Ko se je okoli leta 790 izpraznil sedež škofa v Amastridi, ga je carigrajski patriarh Tarasij imenoval za škofa, čeprav je cesar dajal prednost drugemu kandidatu.
Za škofa je bil posvečen v Carigradu. Med škofovanjem v Amastridi je predsedoval odboru za vrnitev posmrtnih ostankov Janeza Gotijskega v njegovo rojstno mesto Partenija na Krimu. Jurij je umrl na začetku vladavine cesarja Nikeforja I., katerega velik zagovornik je bil. 
V pravoslavni liturgiji je priznan kot svetnik, ki se praznuje 21. februarja.

## Hagiografija
Jurij je predmet hagiografije, ohranjene v enem samem rokopisu iz 10. stoletja. V njej se mu pripisuje več čudežev, med drugim da je rešil Amastrido pred napadom dotlej neznanih Rusov.
Točnost tega podatka je vprašljiva in odvisna od datuma njegovega zapisa. Dogodek bi lahko bil povezan z napadom Rusov na Carigrad leta 860.
Jurij je bil tesno povezan s cesarico Ireno Atensko in cesarjem Nikiforjem I., zato je njegova hagiografija omembe vredna še zlasti zaradi "pomanjkanja protiikonoklastičnih invektiv". Nekaj podrobnosti v hagiografiji kaže, da bi lahko bila napisana proti koncu 10. stoletja.

## Vira
- Kazhdan, Alexander, ur. (1991). The Oxford Dictionary of Byzantium. Oxford and New York: Oxford University Press. ISBN 0-19-504652-8.
- Kazhdan, Alexander; Talbot, Alice-Mary; Alexakis, Alexander; Efthymiadis, Stephanos; McGrath, Stamatina; Sherry, Lee Francis; Zielke, Beate, eds. (1998). Dumbarton Oaks Hagiography Database of the Eighth, Ninth and Tenth Century (PDF). Washington, DC: Dumbarton Oaks.